# 炉桥镇
炉桥镇，是中华人民共和国安徽省滁州市定远县下辖的一个镇。

## 行政区划
炉桥镇下辖以下地区：
人民路社区、迎宾东路社区、桥上桥社区、冶溪街社区、康乐新村社区、三眼井社区、马元村、七里村、俞圩村、河头村、魏庄村、大陆村、姚庄村、范湾村、魏岗村、路南村、柿园村、年家岗村、沈桥村、年东村、滨湖村、青洛村、河北魏村、李巷村、黄庙村、大单村和严涧村。